# Sevèria
Sevèria o Sivèria (eslau: Сѣверія, ucraïnès: Сіверія o Сіверщина, transliterat. Siveria o Sivershchyna, rus: Северщина, Severshchina; polonès: Siewierszczyzna) és una regió històrica del nord de l'actual Ucraïna i sud-oest de Rússia, centrada a l'entorn de la ciutat de Nóvgorod-Séversk a Ucraïna. Rep el nom de l'antiga tribu eslava oriental dels severians.
Vegeu també: Principat de Nóvgorod-Seversk